# Full Metal Jacket
Full Metal Jacket is een film van Stanley Kubrick uit 1987. Het verhaal is gebaseerd op de roman The Short Timers van Gustav Hasford. De filmtitel verwijst naar een bepaald type kogel waarin een loden kern omhuld wordt door een koperen coating: de zogenaamde volmantelpatronen.
Full Metal Jacket werd in 1988 genomineerd voor de Academy Award voor het beste bewerkte script, BAFTA Awards voor beste geluid en beste special effects en een Golden Globe voor de beste mannelijke bijrol (R. Lee Ermey). De film wordt afgesloten met het nummer Paint It Black van The Rolling Stones.

## Ontstaan van de film
Na het succes van The Shining in 1980 wilde Kubrick een film maken over de Vietnamoorlog. Het Amerikaanse leger wilde niet meewerken, waardoor hij deze vervolgens geheel in Engeland opnam. Een leegstaande gasfabriek werd omgebouwd tot kapotgeschoten stad en Kubrick liet echte palmbomen en namaakrijstvelden overkomen om Vietnam na te bootsen. Hierdoor duurde het ruim zeven jaar voordat de film in 1987 in de bioscopen verscheen.

## Verhaal
Net als het boek is de film opgedeeld in twee delen.
Tijdens de betrokkenheid van de Verenigde Staten bij de Vietnamoorlog arriveert een groep rekruten op Parris Island. De meedogenloze drill-instructeur, sergeant Hartman, gebruikt harde methoden om de rekruten in gevechtsklare mariniers te veranderen. Onder de rekruten bevinden zich de dikke en domme Leonard Lawrence, die Hartman de bijnaam "Gomer Pyle" geeft, evenals de bijdehante J.T. Davis, die de naam "Joker" krijgt na het onderbreken van Hartman's toespraak met een impressie van John Wayne.
Wanneer Pyle onbekwaamheid toont in de basistraining, koppelt Hartman hem aan Joker. Onder toezicht van Joker begint Pyle te verbeteren, maar Hartman ontdekt een meegesmokkelde donut in Pyle's kist. Hartman geeft het peloton de schuld voor de overtredingen van Pyle en hanteert een collectief strafbeleid: hij zal het hele peloton, behalve Pyle, straffen voor elke fout die hij maakt. Op een avond bedwingen de rekruten Pyle met een deken en slaan hem met in een handdoek gewikkeld stuk zeep, waaraan Joker met tegenzin deelneemt. Hierna lijkt Pyle zichzelf opnieuw uit te vinden als een model rekruut, met bijzondere expertise in schietvaardigheid. Dit bevalt Hartman, maar Joker maakt zich zorgen. Hij merkt dat Pyle met zijn geweer praat en denkt dat hij een zenuwinzinking heeft.
De rekruten studeren af en ontvangen hun militaire beroepsspecialiteitstaken. Joker is toegewezen aan militaire journalistiek, terwijl de meeste anderen - inclusief Pyle - zijn toegewezen aan infanterie. Tijdens de laatste nacht van het peloton op Parris Island, ontdekt Joker Pyle in de latrine. Pyle laadt zijn geweer en voert oefeningen uit terwijl hij luid de bevelen reciteert. Dit maakt het peloton en Hartman wakker, die Pyle confronteert en hem beveelt het geweer in te leveren. Pyle schiet Hartman dood en pleegt vervolgens zelfmoord, terwijl Joker met afgrijzen toekijkt.
In januari 1968 is Joker - nu sergeant - oorlogscorrespondent in Đà Nẵng voor het magazine Stars and Stripes, samen met soldaat eerste klas Rafterman, een gevechtsfotograaf. Rafterman wil de strijd aangaan, zoals Joker beweert. Op de marinebasis wordt Joker bespot vanwege zijn gebrek aan de "duizend meter lange blik", wat aangeeft dat hij geen oorlogservaring heeft. Ze worden onderbroken door de start van het Tet-offensief terwijl het Noord-Vietnamese leger tevergeefs probeert de basis in te nemen.
De volgende dag wordt de journalistieke staf ingelicht over vijandelijke aanvallen in heel Zuid-Vietnam. Joker wordt naar Phú Bài gestuurd, vergezeld door Rafterman. Ze ontmoeten de Lusthog Squad, waar Joker wordt herenigd met Sergeant "Cowboy", met wie hij samen het bootcamp op Parris Island heeft doorlopen. Joker vergezelt de ploeg tijdens de Slag om Huế, waar pelotonscommandant "Touchdown" wordt gedood door de vijand. Nadat de mariniers het gebied veilig hebben verklaard, komt een team van Amerikaanse nieuwsjournalisten en journalisten Huế binnen om verschillende mariniers te interviewen over hun ervaringen in Vietnam en hun mening over de oorlog.
Tijdens het patrouilleren in Huế, wordt Crazy Earl, de teamleider, gedood door een boobytrap waardoor Cowboy het bevel overneemt. De ploeg verdwaalt en Cowboy beveelt Eightball om het gebied te verkennen. Een Vietcong-sluipschutter verwondt Eightball en Doc Jay. In de overtuiging dat de sluipschutter het peloton in een hinderlaag wil lokken, probeert Cowboy tevergeefs om ondersteuning te vragen via de radio. Animal Mother negeert de bevelen van Cowboy om zich terug te trekken en probeert zijn kameraden te redden. Hij ontdekt dat er maar één sluipschutter is, maar Doc Jay en Eightball worden gedood wanneer Doc Jay de locatie van de sluipschutter probeert aan te geven. Terwijl hij opnieuw om hulp vraagt via de radio, wordt Cowboy door een gat in het gebouw waar ze achter schuilen neergeschoten en gedood.
Animal Mother neemt het bevel over het team en leidt de aanval op de sluipschutter. Joker ontdekt de sluipschutter, een tienermeisje, en probeert haar neer te schieten maar zijn geweer loopt vast. Rafterman schiet de sluipschutter neer en verwondt haar dodelijk. Terwijl het team samenkomt, smeekt de sluipschutter het team om haar neer te schieten, wat aanleiding geeft tot ruzie over haar al dan niet te doden of haar te laten lijden. Animal Mother besluit alleen een genade-moord toe te staan als Joker het uitvoert. Na enige aarzeling executeert Joker haar. De mariniers feliciteren hem met zijn moord terwijl Joker de "duizend meter lange blik" laat zien. De mariniers marcheren naar hun kamp en zingen de Mickey Mouse March. Joker stelt dat hij ondanks dat hij zich "in een strontwereld" bevindt, blij is dat hij leeft en niet langer bang is.

## Rolverdeling
| Acteur             | Personage                     | Alias         |
| ------------------ | ----------------------------- | ------------- |
| Matthew Modine     | Soldaat / Sergeant J.T. Davis | Joker         |
| Adam Baldwin       |                               | Animal Mother |
| Vincent D'Onofrio  | Soldaat Leonard Lawrence      | Gomer Pyle    |
| R. Lee Ermey       | Gunnery Sergeant Hartman      |               |
| Dorian Harewood    |                               | Eightball     |
| Kevyn Major Howard | Soldaat 1ste klas Rafterman   |               |
| Arliss Howard      | Soldaat / Sergeant Evans      | Cowboy        |
| Ed O'Ross          | Luitenant Walter J. Schinoski | Touchdown     |
| John Terry         | Luitenant Lockhart            |               |
| Kieron Jecchinis   |                               | Crazy Earl    |
| Kirk Taylor        |                               | Payback       |
| Tim Colceri        | deurschutter                  |               |
| Jon Stafford       |                               | Doc Jay       |
| Bruce Boa          | Kolonel                       |               |
| Ian Tyler          | Luitenant Cleves              |               |
| Sal Lopez          |                               | T.H.E. Rock   |
| Gary Landon Mills  | Donlon                        |               |
| Papillon Soo Soo   | straathoertje in Đà Nẵng      |               |
| Peter Edmund       | Soldaat Brown                 | Snowball      |
| Ngoc Le            | Vietcong-sluipschutter        |               |
| Leanne Hong        | hoertje op brommer            |               |
| Tan Hung Francione | pooier                        |               |
| Marcus D'Amico     |                               | Hand Job      |

## Trivia
- Stanley Kubrick wilde Bill McKinney casten in de rol van drilinstructeur Hartman. Kubrick voelde zich echter zo ongemakkelijk na het bekijken van het acteerwerk van McKinney in Deliverance, dat hij weigerde hem te ontmoeten en zei dat hij simpelweg te bang was voor het idee om in de nabijheid van McKinney te zijn. Kubrick huurde vervolgens Tim Colceri in om Hartman te spelen. Colceri speelde echter nooit die rol, omdat voormalig United States Marine Corps drill-instructeur R. Lee Ermey, die Kubrick consulteerde voor het bootcamp-gedeelte van de film, een demonstratie speelde op videofilm waarin hij vijftien minuten lang obscene beledigingen en scheldwoorden schreeuwde zonder te stoppen, zichzelf te herhalen of zelfs te knipperen met zijn ogen - ondanks dat hij voortdurend met tennisballen en sinaasappels werd bekogeld. Kubrick was zo onder de indruk dat hij Ermey castte als Hartman. Colceri was bitter, maar accepteerde een kleine rol als schutter vanuit een helikopter als troostprijs.